# Ernst Ferdinand August
Ernst Ferdinand August, auch Ernst August (* 18. Februar 1795 in Prenzlau in der Mark; † 25. März 1870 in Berlin) war ein deutscher Physiker und Meteorologe. Er entwickelte oder verbesserte eine Reihe physikalischer Apparate unter anderem das ihm benannte Aspirationspsychrometer nach August.

## Leben
August wurde im Kindesalter als Waisenkind zunächst von einer armen Pflegefamilie aufgenommen. Ab 1805 besuchte er das Gymnasium zum Grauen Kloster in Berlin und wurde unter anderem von Ernst Gottfried Fischer in Mathematik und Physik unterrichtet. 1813 machte er Abitur. Ab 1815 diente er als Soldat in den Befreiungskriegen. Nach Ende der Befreiungskriege studierte er Theologie und Philologie und wurde 1818 Oberlehrer am Gymnasium zum Grauen Kloster. 1821 wechselte er an das Joachimsthalsche Gymnasium. 1823 heiratete er die Tochter Johanna seines ehemaligen Lehrers und späteren Kollegen Ernst Gottfried Fischer. Ebenfalls 1823 promovierte er mit einer Dissertation über Kegelschnitte.
1827 wurde er Direktor des neu errichteten Köllnischen Realgymnasiums und blieb in dieser Position bis zu seinem Tode 1870. In dieser Zeit entwickelte oder verbesserte eine Reihe physikalischer Apparate, u. a. Psychrometer, Heliostat, Skiostat und Spiral-Hygroskop.

## Ehrungen
Nach ihm ist die Pflanzengattung Augustia Klotzsch 1854 aus der Familie der Schiefblattgewächse (Begoniaceae) benannt.

## Werke (Auswahl)
- Ernst Gottfried Fischer, August, Ernst F. August: Ernst Gottfried Fischer's Lehrbuch der mechanischen Naturlehre. Berlin [u. a.], 1827 Digitalisat